# Jane (gruppo musicale finlandese)
Le Jane erano un gruppo musicale finlandese tutto al femminile formatosi attraverso la seconda edizione del talent show Popstars in Finlandia.

## Storia

### Popstars
Il gruppo, formato da quattro ragazze: Daniela Lainela, Eeva-Leena Rautio, Mia Huovila e Tea Hiilloste, si classificò secondo alla finale del programma venendo sconfitto dalla boyband Indx. Il secondo posto permise alle ragazze di avere un contratto discografico con la EMI con un debutto però ritardato.

### Il debutto:Perhonen
Nel dicembre del 2004 il gruppo pubblicò il singolo di debutto Valvon che balzò immediatamente alla prima posizione nelle classifiche finlandesi.
Il secondo singolo Perhonen, pubblicato nel febbraio del 2005, ottenne anche questo un buon successo raggiungendo la #3 in Finlandia e rimanendo nella top 10 per ben sette settimane.
Stessa sorte tocca all'album di debutto Perhonen, pubblicato un mese dopo per l'etichetta discografica EMI, che raggiunse la numero #9 nella classifica finlandese.
Le ragazze partirono in tour per tutta la Finlandia e a maggio pubblicarono anche un terzo singolo: Entinen senza eclatanti risultati; successivamente però, nell'autunno dell'anno stesso, la nascita del bambino di una delle ragazze, Daniela, porta la stessa a staccarsi dal gruppo.

### Il ritorno:V.I.P.
Le tre ragazze rimaste decisero comunque di continuare l'attività del gruppo e incominciano a lavorare al secondo album.
Nel 2006 le Jane parteciparono alle selezioni per rappresentare la Finlandia all'Eurovision Song Contest con due brani inediti: V.I.P. e Sivuoireita. V.I.P. arrivò quinto in classifica nella manifestazione, e perciò il gruppo non riuscì per poco a vincere la selezione, che venne infatti vinta dal gruppo metal Lordi. Il singolo V.I.P. venne successivamente pubblicato e riscosse un ottimo successo raggiungendo la #7 nelle classifiche finlandesi.
Il singolo anticipò il secondo album del gruppo con stesso titolo del singolo, V.I.P.
Tuttavia l'album ottenne meno successo del precedente, raggiungendo la posizione numero #17 e sparendo dalle classifiche in poche settimane. Il secondo singolo Sade sotki parvekkeen uscì solo come singolo promozionale e proprio per questo non giovò affatto alle vendite dell'album.

### Lo scioglimento e gli anni successivi
La casa discografica, non fu soddisfatta dalle vendite del secondo album, e questo portò al licenziamento del gruppo. Le ragazze annunciarono lo scioglimento ufficiale del gruppo nei primi mesi del 2007.
Dopo lo scioglimento, Tea Hiilloste è diventata una cantante solista di discreto successo con tre album all'attivo: "Tytöt tykkää" nel 2007, "Hey C'mon!" nel 2008 e Mehudisko nel 2013 e un singolo alla prima posizione: "Tytöt tykkää". Mia Huovila ha inciso vari duetti con numerosi artisti come Uniikki o Cheek. Eeva-Leena Rautio invece pare si sia ritirata dal mondo dello spettacolo, mentre l'ex componente Daniela Lainela dopo l'abbandono ha collaborato con Erick Jon, duettando con lui per il suo singolo del 2006 intitolato "Caliente".

## Discografia

### Album
- 2005 - Perhonen
- 2006 - V.I.P.

### Singoli
- 2004 - Valvon
- 2005 - Perhonen
- 2005 - Entinen
- 2006 - V.I.P.
- 2006 - Sade sotki parvekkeen (promozionale)